# Beautiful Colors
Beautiful Colors (from Kaiju No.8)  è un singolo del gruppo musicale statunitense OneRepublic, pubblicato il 25 luglio 2025.

## Il singolo
È un brano che vibra tra le radici pop-rock del gruppo e un nuovo respiro orchestrale. Archi sospesi, cori cinematografici, elettricità compressa e aperture melodiche tipiche della scrittura di Ryan Tedder costruiscono una tensione emotiva che accompagna perfettamente il mondo narrativo dell’anime. 
“Beautiful Colors” segna il primo singolo degli OneRepublic con BMG, dopo anni di carriera sotto Interscope. È il primo passo di un nuovo ciclo artistico, in attesa del prossimo album.

## Tracce
1. Beautiful Colors – 2:37

## Classifiche
| Classifica (2025)       | Posizione più alta |
| ----------------------- | ------------------ |
| Stati Uniti (adult pop) | 21                 |